# Kaple Panny Marie (Rosice)
Kaple Panny Marie stojí na návsi vesnice Rosice, části obce Cerekvička-Rosice v okrese Jihlava. Náleží pod Římskokatolickou farnost Rančířov u Jihlavy a je nemovitou kulturní památkou, která byla v roce 1972 zapsána do státního seznamu kulturních památek po číslem 36369/7-4778.

## Popis
Návesní kaple je samostatně stojící klasicistní zděná omítaná budova postavena v roce 1840 na půdorysu čtverce. Fasády jsou členěny nárožními širokými lizénami a profilovanou hlavní římsou. V bočních stěnách je prolomeno jedno okno, které má půlkruhový záklenek se šambránou s klenákem ve vrcholu a parapetní římsou. Vstupní průčelí je prolomeno v ose vchodem se segmentovým záklenkem a zdobeným zalomenou lištou. V nadpraží ve štukovém dekoru je datace 1840. Ke vchodu vedou dva schody. Čtyřboká stanová střecha přechází ve vrcholu do čtyřboké otevřené zvonice ukončené bání s křížem. V interiéru je kaple zaklenuta českou plackou.
Kaple byla opravena v roce 2010. Byla nově položena šindelová střecha a oprava zvonice. V nově opravené kapli se konala 11. července 2010 svatá mše s požehnáním, kterou sloužil páter Karel Koblížek, minorita z Jihlavy.